# Kevin Seddiki
Kevin Seddiki est un guitariste, percussionniste et compositeur français.

## Biographie
Kevin Seddiki commence la guitare classique à l'âge de 8 ans avec Jean-Pierre Billet, en intégrant une classe à horaires aménagés avec le CNR de Clermont-Ferrand. À 17 ans, il décide de se consacrer entièrement à la musique, et pratique intensément la guitare classique, tout en découvrant Django Reinhardt, Paco de Lucía ou Astor Piazzolla.
Après avoir passé son prix CNR de Clermont Ferrand, il part à Strasbourg étudier avec le guitariste argentin Pablo Márquez, et intègre également le département de Jazz et Musiques Improvisées.
Durant cette période, il est lauréat de bourses d'études de la Fondation Royaumont, et suit différents stages du département créé par Frédéric Deval, musiques orales et improvisées. Il rencontre alors Dino Saluzzi, avec qui il fera ensuite sa première tournée européenne, mais aussi Gaguik Mouradian, Claude Tchamitchian, puis  Keyvan et Bijan Chemirani. En 2004, il décide de s'installer à Paris.
Dès ses débuts professionnels, sa grande curiosité et sa versatilité lui permettent de s'associer à des projets venus de toutes les terres et de tous les genres musicaux.
Ainsi, il partage la scène et les studios d'enregistrement avec de grands maîtres : Dino Saluzzi, Al Di Meola, Lucilla Galeazzi, Régis Gizavo, Michel Legrand, le Quatuor Voce, Philip Catherine, Vincent Ségal, Philippe Jaroussky, Annie Ebrel, Jean-Louis Matinier, Bijan Chemirani, Harris Lambrakis et bien d'autres...
Dans un registre plus proche des musiques actuelles, il travaille également avec Marc Collin (tel que pour l'album Ya Nass de Yasmine Hamdan pour Crammed Discs).
Au fil de ces rencontres, sa guitare s'affranchit des étiquettes et trouve tranquillement sa voie. Passionné par l'improvisation et la composition, il développe un langage personnel et singulier.
Aussi, fasciné par les percussions persanes, il commence tout en continuant son chemin guitaristique, l'étude du zarb (ou tombak) qu'il décide d'apprendre auprès de la famille Chemirani. Il deviendra très vite un nouveau compagnon de voyage.
Kevin Seddiki joue dans des grands festivals et sur des scènes prestigieuses telles que le Carnegie Hall à New York, La Fenice à Venise, le San Francisco Jazz Festival, le Jazz à Vienne, le Seoul Jazz Festival, la Sydney House of Music, le Centro Cultural Kirchner, le Teatro Gran Rex de Buenos Aires, le Zurich Tonhalle, la Philharmonie de Berlin et les Blue Note de Tokyo, New York et Milan...
Il est lauréat du European Guitariste Award à Dresde en 2009, prix qui récompense à la fois un instrumentiste pour sa maîtrise instrumentale, mais aussi pour sa créativité et son originalité. Le prix lui permet d'enregistrer alors son premier album Il Sentiero en 2012. Il rassemble notamment la chanteuse Maria Simoglou, Bijan Chemirani, Paolo Pandolfo, Olivier Ker Ourio, dans un voyage onirique et contemplatif.
Kevin Seddiki est membre du sextet formé par Bijan Chemirani, Oneira, projet autour de la musique méditerranéenne (sortie des albums Si la mar en 2010 et Tâle Yad en 2012). Après des années de collaboration sur divers projets, Kevin et Bijan présentent leur premier disque en duo Imaginarium pour le label World Village - Harmonia Mundi en 2013.
Il enregistre également un autre disque en duo Tres Luceros avec la chanteuse argentine Sandra Rumolino en 2016. Une promenade à travers différentes sonorités où se marient des arrangements raffinés de chants sud-américains, du tango et folklore argentin, des rythmes venus d'Orient et des compositions.
En 2018, il produit l'album Kymata, autour du rebetiko, de la musique roumaine, et des compositions originales accompagné de Maria Simoglou au chant et de Jacob Maciuca au violon. La même année, le Quatuor Voce le sollicite pour la composition de deux pièces pour leur album Itinéraire.
Depuis 2016, il travaille et se produit en duo avec Jean-Louis Matinier. L'accordéon de ce dernier a croisé les notes de Juliette Gréco, Renaud Garcia-Fons, ou encore Anouar Brahem. Leur premier disque Rivages,, enregistré pour le prestigieux label ECM, est sorti le 29 mai 2020.

## Discographie
En tant que leader
- Il sentiero (Wildner Records/L'Autre Distribution), 2012

Avec Bijan Chemirani (zarb)
- Imaginarium (Harmonia Mundi/Harmonia Mundi), 2013

Avec Maria Simoglou (chant) et Iacob Maciuca (violon)
- Kymata (Buda Music/ Buda Music), 2018

Avec Jean-Louis Matinier à l'accordéon
- Rivages (ECM Records/ECM Records), 2020

Collaborations
- Stelios Petrakis, Orion, 2008
- Oneira, Si la mar, 2010
- Al Di Meola, Pursuit of Radical Rhapsody, 2011
- Yasmine Hamdan, Ya Nass, 2012
- Régis Gizavo, Ilalake, 2012
- Oneira, Tâle Yad, 2012
- Lionel Suarez Trio, Cocanha, 2013
- Quatuor Voce, Itinéraire, 2018

## Récompenses et critiques
- European Guitar Award 2009[13]
- Plusieurs fois lauréat de bourses d'études de la Fondation Royaumont, à l'occasion de stages avec Dino Saluzzi, Gaguik Mouradian, Claude Tchamitchian, Bijan et Keyvan Chemirani...

## Musiques pour l'image et le théâtre
Kevin Seddiki compose aussi pour le théâtre (Gabriel Garran, Tchéky Karyo, Guillaume Durieux, Pierre Guillois) et des documentaires.
Théâtre
- Le Chant des soupirs[14], spectacle de théâtre musical d'Annie Ébrel (conception, écriture), Pierre Guillois (mise en scène), Kevin Seddiki (composition, guitare et percussions) - 2014

Documentaire
- 2016 : Marie-Louise et Mme Kébé de Julie Arrue[15]
- 2016 : Le Dragon de Guyane de Philippe Rostan[16]
- 2016 : Des clés dans la poche des frères Zambeaux[17].